# Racialismo en Cataluña
Por racialismo en Cataluña se entiende la pseudociencia y corriente de opinión por parte de algunos intelectuales catalanes de los siglos XIX, XX y XXI basada en el racismo científico, que afirma la diferencia o superioridad racial de los catalanes frente a los castellanos.

## Antecedentes y contexto
El planteamiento de razas inferiores y superiores, identificadas con naciones emergentes y decadentes, está en el ambiente intelectual de la época en España, lleno de alusiones a la virilidad y el valor que acompaña al pasado y deseado gran Imperio. La conmemoración del cuarto centenario del descubrimiento de América (1892), había inaugurado cierta recuperación del "orgullo español" y de su papel en el mundo, que culmina con la proclamación del 12 de octubre (fecha del desembarco de Colón en San Salvador-Guanahaní) como Día de la Raza, pero la pérdida de los últimos vestigios del Imperio colonial español en 1898 cuestionó dicha recuperación.
La pérdida de estos últimos territorios de ultramar (Cuba, Guam, Filipinas y Puerto Rico) a manos del ejército estadounidense, el llamado desastre del 98, tuvo diversas consecuencias en el paisaje político y cultural español, aparte de la evidente pérdida de las colonias. Aparecieron diversas recetas para la solución de la decadencia española y el ser de España, entre ellas el regeneracionismo, pero también los nacionalismos catalán y vasco. Los nacionalistas catalanes se sentían atrapados en una España débil, atrasada y decadente, que no era capaz de progresar, lastre del que se tendrían que librar para convertirse en una sociedad moderna.
De acuerdo con Joan-Lluis Marfany, «el racismo los impregnaba a todos [los protagonistas de la Renaixença], como impregnaba a toda la cultura de la época».

## La raza histórica
El primero en introducir un elemento racial en su discurso catalanista fue Valentín Almirall, a partir de 1879. En una crítica a Pi y Margall, que se oponía claramente al pensamiento racial, Almirall afirmó que «Pi no cree en los factores geográficos —ríos y montañas como fronteras—, lingüísticos, raciales, históricos, etc. como constituyentes de las nacionalidades, ya que los considera mudables, limitados en el tiempo y hasta 'sin base racional lógica'.» En 1879, en el artículo «Los Ministres catalans» publicado en Diari Català, Almirall afirma,

No solamente la naturaleza, sino hasta la historia nos dice que España está formada por dos grupos completamente distintos. El grupo Central y Mediodía, compuesto de razas imaginativas, aventureras, impresionables y volubles, ha tenido sus días de gloria, como lo tienen todas las razas; pero su gloria ha sido tan efímera, que sólo ha durado lo que dura una excitación nerviosa. El grupo del Norte, en cambio, el grupo que podríamos llamar pirenaico, nunca se distinguió por su imaginación ardiente ni por sus golpes de efecto, pero ha sido siempre más meditativo, más sólido y más trascendental en sus proyectos.
[...] España se ha ido empequeñeciendo desde que las circunstancias hicieron que la raza menos pensadora y menos ilustrada de la Península fuera la que dominara. [...] iremos de mal en peor hasta tanto que por un medio o por otro logremos —los catalanes hablan— que el grupo pirenaico de España, tenga en la cosa pública tanta influencia, por lo menos, como el grupo central o del Mediodía. [...] cre[o] firmemente que, el elemento de población que hoy representa Cataluña, es el único que puede cambiar la marcha desastrosa de la política española.
Almirall (1879), «Los Ministres catalans» 

En 1886 publicó L'Espagne telle qu'elle est en Montpellier, reeditada en castellano en Barcelona en 1886 bajo el título, España tal como es, en el que desarrolla su pensamiento: ambos grupos raciales, el central-meridional y el pirenaico, estarían en decadencia, pero conservarían cualidades diferentes; de los centrales quedaría «el espíritu de absorción, de reglamentación, de dominio», del pirenaico, «la rudeza, los apetitos terrenales, el egoísmo celoso. Y es que los catalanes y los vascos son los trabajadores de España.» Ese mismo año, 1886, Almirall publicaría su principal texto doctrinal, Lo Catalanisme, en el que caracteriza a la raza castellana como un Don Quijote, «es [d]el tipo generalizador sin base de observaciones propias ni recogidas por el estudio. Cree que todo puede reducirse a una fórmula simple e indiscutible. Con divagación bien vestida pretende resolver el más intrincado problema, y trata a continuación de imponer la solución a los demás»; la «agrupación nor-oriental», en el que se incluye el «tipo» catalán, sería «el reverso de la medalla». Cataluña se habría degenerado y desnaturalizado, es decir, castellanizado, tras su unión con Castilla: los vicios y defectos catalanes habrían venido desde Castilla y podrían solventarse tras la reivindicación particularista.
Almirall no es «biologicista», sino «culturalista», es decir, habla de la cultura y las costumbres, el espacio físico y geográfico, no de las características intrínsecas e invariables heredadas. Otros autores catalanes, como Prat de la Riba o Rovira i Virgili también emplearon el término «raza» desde un punto de vista cultual, siempre para señalar las diferencias y la oposición entre pueblos.
En 1887, Gener publicó Heregias (sic). Estudios de crítica inductiva sobre asuntos españoles por P.G. (Fernando Fé, Madrid). En Heregias, Gener, que en esa época todavía no había descubierto el catalanismo y todavía empleaba la «raza» en un sentido histórico, «raza histórica», aplica las doctrinas raciales a España y entronca con el concepto de «nacionalidad». Consideraba la existencia de una «raza catalana» distinta y superior, «cada catalán tiene un rey en el cuerpo», que habría dado a su literatura la energía, el vigor y la dureza características. Al contrario que la «raza castellana», en la que la «falta de oxígeno y de presión atmosférica; la mala alimentación» y las conocidas influencias semíticas y presemíticas («los andaluces»), determinarían una lengua impropia para la gran literatura. Dichas supuestas características genéticas, bereberes y semíticas, del centro de la península configurarían para Gener, según recoge Martínez Hoyos, otras cualidades como la «morosidad», el «desprecio del tiempo», la «mala administración» o el «caciquismo».
En una segunda edición ampliada, Cosas de España. Herejías nacionales. El renacimiento de Cataluña, Barcelona, Juan Llordachs, 1903, Pompeyo Gener explayaba su pensamiento racista enlazándolo con el regeneracionismo en boga por los mismos años, para negar la posibilidad misma de regeneración al cuerpo de la nación española —con excepción de Cataluña— por la mezcla en ella de razas inferiores:

los únicos que no se contentan con pedir regeneración sino que siguen el verdadero camino para regenerarse, que es, adquirir personalidad propia, y, por tanto, proclamar su derecho á ser autónomos, son los de raza aria, ó los que no tienen mezcla de sangre semítica ó presemítica.

El origen de esa mezcla de razas se encontraba para él en la Reconquista, cuando el avance cristiano por tierras musulmanas motivó que

Algunos de éstos convirtiéronse al cristianismo, uniéronse delante del altar con mujeres castellanas, y los castellanos con mujeres moras; así los hijos, ya cristianos, combatieron contra los que descendían de igual sangre que ellos. Hasta el siglo xi, los Árabes y los Persas predominaron en los ejércitos mahometanos peninsulares. Después de Almanzor éstos fueron casi exclusivamente Moros, africanos de raza Presemítica cruzada de negra, bárbaros completamente y de una inferioridad fisiológica y psicológica tremenda. Los cruces, pues, á partir de dicha época ya no se verificaron con una raza superior como la Semítica sino con una raza verdaderamente inferior.

De tal forma que

No sabemos ya si el intelecto español, en general, es capaz de progresar y civilizarse á la moderna, á causa de la larga serie de causas que han favorecido la aparición de atavismos inferiores. Hay demasiada sangre semítica y beréber esparramada por la Península para que pueda generalizarse en la mayoría de sus pueblos la Ciencia moderna, para que adquieran una conducta conforme á las universales relaciones de la Naturaleza.

Y, en consecuencia, 

España está paralizada por una necrosis producida por la sangre de razas inferiores como la Semítica, la Beréber y la Mogólica, y por el espurgo que en sus razas fuertes hicieron la Inquisición y el Trono, seleccionando todos los que pensaban, dejando apenas como residuo más que fanáticos, serviles é imbéciles. La compresión de la inteligencia ha producido aquí una parálisis agitante. Del Sur al Ebro los efectos son terribles; en Madrid la alteración morbosa es tal que casi todo su organismo es un cuerpo extraño al general organismo europeo. Y desgraciadamente la enfermedad ha vadeado ya el Ebro, haciendo terrible presa en las viriles razas del Norte de la Península.

## El racialismo
El racialismo fue traído desde París por Pompeyo Gener, influenciado por Jules Soury y la Société d'Anthropologie de Paul Broca. Hacia 1900, Gener habría completado un giro hacia el catalanismo y en su reedición de Heregias fue ampliada con la «cuestión catalana»: sería simplemente un litigio entre razas. Para salvar a la raza catalana de su declive, habría que reforzar los elementos primigenios arios, celtas, latinos o incluso vascos, y purificarla de elementos castellanos, es decir, elementos semíticos y presemíticos. La inferioridad de la raza castellana provendría de los «elementos étnicos», pero también de «el excesivo calor y el extremo frío e [sic] las alturas yermas, los terremotos de ciertas comarcas, y sobre todo la sequedad del suelo.» «La atmósfera de Madrid es pobre en helio y argón» y en sus aguas faltan el «krypton, el neón y el xenon», por lo que debería dejar de ser la capital de España. En definitiva, «conocemos [los catalanes] que somos Arios europeos y que como hombres valemos más en el camino del Superhombre.» En su pensamiento,

Así, conviene á los centrales el socialismo nivelador, la democracia unitaria, que prepara la raza de proletarios habladores y pobres de voluntad, hábiles, pero que tienen la necesidad de quien les dirija y les mande, de jefes, de amo, de una ú otra forma; en una palabra, una raza de esclavos en el sentido más profundo de la frase. Y, en cambio en Cataluña y sintetizada ésta por los Supernacionales, la tendencia es diametralmente opuesta. El ciudadano tiende á robustecer su yo. El obrero es ácrata. En nuestra raza abundan los individuos diferenciados; los de excepción, y el hombre es cada día más fuerte, más vital y más rico de dinero, y de inteligencia que es más, cual nunca lo haya sido hasta el presente, gracias á la falta de prejuicios nacionales, gracias á su comunicación con todo lo notable de las demás naciones, gracias á la enorme multiplicidad de pensamiento y de práctica, de arte e industria.
Pompeyo Gener, Herejías, op. cit. Caja (2009), p.112

Enric Prat de la Riba: «Cataluña tiene la fuerza de la prosperidad económica, con su acompañamiento natural de energías intelectuales, morales y artísticas; la tiene menos intensa, es verdad, que las naciones extranjeras bien gobernadas; pero es, con contadas si bien honrosas excepciones, prácticamente la única dentro de España, la principal representante de la civilización europea en ese fajo mal atado de kabilas africanos que el Estado español encarna», escribió en «La Veu de Catalunya».
Bartomeu Robert, el llamado «Doctor Robert», fue un médico y político catalanista de Barcelona. Robert pronunció una conferencia en el Ateneo de Barcelona el 14 de marzo de 1899 —el mismo día en que recibió el nombramiento como alcalde de la ciudad— con el título «La raza catalana», que interrumpió «debido a lo avanzado de la hora» y que no retomó «para no dar lugar a malas interpretaciones por parte de la prensa madrileña». Ante un mapa de España coloreado explicó cómo la región más braquicéfala de España es Asturias y la más dolicocéfala Valencia, siendo en Cataluña bastante homogéneo el tipo mesaticéfalo. En consecuencia, autores de la talla de Menéndez Pidal o Ernest Lluch lo consideraban como el representante más extremo del racismo catalán basado en la craneometría. Santiago Ramón y Cajal, compañero un tiempo de Robert en la Universidad de Barcelona y a pesar del afecto que le unía a él, ironizó en Recuerdos de mi vida acerca de «la tesis de la superioridad del cráneo catalán sobre el castellano» defendida por Robert, cuya opinión al respecto, bromeaba Cajal, era «desinteresada, pues además de gozar de un cráneo exiguo, aunque bien amueblado, había nacido en Méjico y ostentaba un apellido francés».

## sigloXX
La singularidad de la «raza catalana» basada en argumentos antropológicos o etnológicos, no obstante la precariedad de esos estudios, fue defendida también por José Pella y Forgas en sus Estudios de etnología catalana, en los que sostenía que a pesar de la poderosa influencia mediterránea, ibérica o castellana y celta o francesa, 

Nuestra nacionalidad subsiste y no se confundió en la hegemonía castellana o francesa, porque tiene una base étnica propia y fundamental (revelada, entre otras cosas, por el cráneo sardo, el más numeroso en Cataluña y aún en Valencia y Mallorca) que dio armonía a la diversidad de los catalanes, ayudando después a la comunidad de lengua y de historia, y llevando a su frente y como complemento la gran ciudad mediterránea de Barcelona.

Estas tesis encontraron eco en otros investigadores y políticos catalanistas, que trataron con ellas de dotar de bases naturalistas al nacionalismo catalán. Destacó entre ellos Domènec Martí i Julià, psiquiatra, con una postura avanzada para la época, que, aún declarándose antirracista, sostenía la existencia de las nacionalidades basadas en el Estat natural, o sigui, la funció fisiòlogica del dret dels homes i dels pobles, y sentía la necesidad de estudiar la «gènesis del nostre poble» para llevar la voz de Cataluña a los estudios de historia social universal que comenzaban a desarrollarse.
En 1907 el catalán Francisco Jaume, autor de El separatismo en Cataluña, comentaba:

Los separatistas catalanes han empezado por ejercer de verdaderos demagogos, adulando la vanidad de los catalanes. No han cesado de insistir en la pretendida inferioridad de los castellanos. Que formamos dos razas distintas y aun opuestas: entre las cuales ellos, los castellanos, eran los inferiores y nosotros los catalanes, los superiores. Que por efecto de esta inferioridad era inútil esperar que los castellanos pudiesen seguir nunca el impulso que nosotros , los catalanes, hemos dado al progreso de nuestra patria común; y que en consecuencia nosotros teníamos que perder siempre, habíamos de ser necesariamente las víctimas en este consorcio de ambos pueblos, y por ende que la separación pura y simple era lo que procedía. Que nada les debíamos, que nunca los castellanos han hecho por nosotros, los catalanes, más que explotarnos
Francisco Jaume, op. cit. Barraycoa (2011), pag. 210

| |
| Portada del semanario L'Esquella de la Torratxa en la que las demás regiones de España son representadas como cerdos comiendo de Cataluña. |

| |
| Caricatura de la revista Don Quijote en la que se satiriza la obsesión por las formas craneanas de los racialistas catalanes. |

| |
| Caricatura de la revista Don Quijote en la que se satiriza las posiciones políticas de Roberts, Torres y Rusiñol. Véase la forma del cráneo, satirizando el «cráneo catalán». |

Durante la década de 1930 algunas corrientes del nacionalismo y del independentismo catalán se habían acercado al fascismo italiano y al nazismo alemán, que por su parte los veía de forma ambivalente. Así, ya en 1932, el dirigente del Partido Nazi, Dr. Karl Cerff, durante su visita a Barcelona, en una entrevista publicada por el periódico La Nació Catalana, órgano del Partido Nacionalista Catalán, afirmaba que «‹conoce› que los catalanes son racialmente diferentes de los españoles, define a los judíos como enemigos del nacionalismo catalán [...]». Sin embargo, el fascismo italiano y el nazismo prefirieron apoyar al fascismo español, a pesar del memorándum de mayo de 1936, en el que Manuel Blasi y/o Baldomer Palazón, máximos representantes del «pro-fascismo» en Nosaltres Sols!, ofrecía al NSDAP los servicios de los nacionalistas catalanes y vascos a cambio de una Cataluña independiente.
Hacia 1934/35 el sector profascista de Nosaltres Sols! defendía la superioridad racial de los catalanes, frente a los «africanos españoles», considerados «un elemento de la raza blanca en franca evolución hacia el componente racial africano semítico (árabe)». El resultado: un mayor coeficiente de inteligencia del catalán frente a los «españoles», cuya inmigración en Cataluña supondría un peligro de contagio del carácter «gandul y pro-africano español». Ya en 1931 Nosaltres Sols! había publicado unas «reglas de patriotismo sexual» que debían seguir «todo catalán y catalana dignos de tal nombre»: «dejando aparte honrosas y rarísimas excepciones, veremos que el individuo de sangre catalana-castellana es híbrido, infecundo, como no puede ser de otra manera».

### Exilio
Las tesis racialistas llegaron a México con el exilio republicano y la revista Quaderns de l'exili, siendo su figura más importante Pedro Bosch Gimpera, un arqueólogo y prehistoriador de renombre internacional, que había sido rector de la Universidad de Barcelona y Consejero de Justicia del gobierno de la Generalidad. Para Bosch Gimpera, influenciado por su maestro, Gustaf Kossinna, y para los demás autores en torno a Quaderns de l'exili, la auténtica esencia de los pueblos de España, «la verdadera raíz étnica», se habría desarrollado en los pueblos prehistóricos de la península que habrían determinado dos grupos distintos, los pueblos íberos —identificados con los países catalanes y con los vascos— y los celtas —identificados con los castellanos—, cuyas características se habrían mantenido hasta la actualidad. Así, Bosch Gimpera considera que las diferencias raciales entre catalanes y castellanos se basan en un hecho científico que explicaría la Guerra Civil en un enfrentamiento sempiterno entre dos pueblos que sólo han permanecido unidos debido a la «antinatural» y «catastrófica» intervención de cartagineses y romanos: «bajo la aparente asimilación romana o bajo las unificaciones musulmanas o modernas, dicha diversidad [étnica de España] continúa latente y la personalidad de los pueblos permanece intacta». El Estado no sería más que una superestructura parasitaria de privilegiados y distante de la raíz del pueblo, que oculta su verdadera naturaleza.
Mapas que, según Bosch Gimpera, muestran la continuidad de las diferencias entre catalanes/íberos y castellanos/celtas:
|                                                     |
| Pueblos prerromanos peninsulares hacia el 300 a. C. |

|                               |
| Guerra de Sucesión en España. |

|                                                          |
| Frente de la guerra civil española en noviembre de 1936. |

### El murcianismo
El historiador Ferran Soldevila, en un artículo de 1933, denunciaba que los inmigrantes andaluces y murcianos no se adaptan a vivir en Cataluña, al contrario que los inmigrantes aragoneses. Así los de Murcia y Albacete sureños serían de baja condición social, analfabetos y en gran parte enfermos, sobre todo de tracoma, acaparando los hospitales. Para Soldevila que murcianos pudiesen residir libremente en Cataluña era un escándalo que convertía en inútil la repatriación de emigrantes parados.
Se le unirían otros, como el periodista de posterior ideología franquista Carles Sentís, que en sendos artículos publicados en la revista Mirador en octubre de 1932 y enero de 1933 acusaba a las «hordas invasoras» murcianas de no pagar los alquileres, no respetar los contratos, ser de modales rudos y practicar el amor libre, lo que representaba uno de los mayores peligros, por el aumento demográfico del elemento no catalán. Los artículos de Sentís tuvieron un gran impacto y el periódico catalanista El Be Negre comentaba en sus páginas «España para los españoles. Cataluña para los murcianos».
Ya el demógrafo Josep Anton Vandellós en su libro Cataluña, poble decadent (1935) alertaba de la llegada de una población que no era asimilable. El mismo año, en La inmigració a Catalunya, alertaba del peligro de la desnaturalización de Cataluña por la conjugación de una masiva inmigración y la baja natalidad, lo que había de desembocar en una «Catalunya sense catalans». Citando repetidamente a Sentís, Vandellós constataba el creciente malestar que provocaba la inmigración, lo que atribuía al incremento de la mendicidad, la venta ambulante, la delincuencia y la competencia que la mano de obra procedente del resto de España ejercía sobre los obreros especializados catalanes. Siendo consciente de la necesidad que Cataluña tenía de la inmigración, defendía una política que garantizase la asimilación de los inmigrantes combinada con una política eugenésica, con la que introducía el concepto biológico de raza, para él indistinto del concepto de etnia, promoviendo la creación de una Societat Catalana d'Eugènesia. El manifiesto fundacional Per la conservació de la raça catalana, del mismo año 1934, fue suscrito, entre otros representantes del nacionalismo catalán, por Pompeu Fabra, Francesc Maspons, presidente del Centro Excursionista de Cataluña, Santiago Pi Suñer y Hermenegild Puig i Sais.
La palabra «xarnego», que había evolucionado desde el significado puramente de mezcla biológica de «chucho», «perro sin raza», a través del significado de «hijo de catalán y forastero», en las décadas de 1960 y 1970 pasó a significar «inmigrante de una región española de habla no catalana», es decir, foráneo a Cataluña, hasta terminar con un sentido lingüístico de «aquel que no habla catalán», pero sin terminar de perder las connotaciones peyorativas biológicas y clasistas anteriores. 
La autora Montserrat Clua i Fainé, de la Universidad Autónoma de Barcelona, considera que estos mecanismos de exclusión se volvieron a emplear en Cataluña para hacer frente a la ola de inmigración extracomunitaria que se dio en España en la década de 1990.
También se puede rastrear su influencia en los textos de juventud de Jordi Pujol,

El hombre andaluz no es un hombre coherente, es un hombre anárquico. Es un hombre destruido [...], es generalmente un hombre poco hecho, un hombre que hace cientos de años que pasa hambre y que vive en un estado de ignorancia y de miseria cultural, mental y espiritual. Es un hombre desarraigado, incapaz de tener un sentido un poco amplio de comunidad. A menudo da pruebas de una excelente madera humana, pero de entrada constituye la muestra de menor valor social y espiritual de España. Ya lo he dicho antes: es un hombre destruido y anárquico. Si por la fuerza del número llegase a dominar, sin haber superado su propia perplejidad, destruiría Cataluña. Introduciría en ella su mentalidad anárquica y pobrísima, es decir su falta de mentalidad.
Jordi Pujol, publicado por primera vez en 1958 y de nuevo en 1976.

En su momento, Pujol matizó y defendió su posición, aunque posteriormente se disculpó, cuando en 2011 el partido Ciudadanos empleó el texto en un vídeo electoral.

## sigloXXI
Las formas explícitas de «etnicismo regional», como cita Teun van Dijk, siguen ampliamente difundidas. Algunos personajes políticos como Heribert Barrera entendían que un exceso de inmigración podía desequilibrar el sistema autonómico, en particular el catalán, y publicó un libro con comentarios xenófobos y a favor de los argumentos del político austríaco Jörg Haider, claramente opuesto a la inmigración y también al bilingüismo en el sur de Carintia. Marta Ferrusola mostró el mismo talante, aunque intentó matizar su postura, alegando que muchos otros coincidían con ella. Políticos nacionalistas como Josep Lluís Carod Rovira o el expresidente Jordi Pujol se desmarcaron de esos postulados. Pese a todo, el mismo Teun van Dijk señala en su obra que «a pesar de estas explícitas formas de "etnicismo regional" ampliamente difundidas, debería señalar que los nacionalismos periféricos en España no son inherentemente racistas. Muchos nacionalistas en las comunidades autónomas, particularmente los de izquierda, son personas antirracistas que están a favor del multiculturalismo».